# Raimondo Scabar
Raimondo Scabar (4. února 1873 Terst – ???) byl rakouský politik italské národnosti z Terstu, na počátku 20. století poslanec Říšské rady.

## Biografie
Je uváděn coby majitel domu v Terstu. Pocházel z rodiny obchodníka. Vystudoval městské gymnázium v Terstu.
Působil i jako poslanec Říšské rady (celostátního parlamentu Předlitavska), kam usedl ve volbách do Říšské rady roku 1907, konaných poprvé podle všeobecného a rovného volebního práva. Byl zvolen za obvod Terst 02. Po volbách roku 1907 byl uváděn coby člen poslanecké Skupiny italských sociálních demokratů.